# Макс Гейстінґс
Макс Гейстінґс (повне ім′я — Сер Макс Г'ю Макдональд Гейстінґс, англ. Sir Max Hugh Macdonald Hastings; народився 28 грудня 1945, Ламбет) — відомий журналіст, письменник, публіцист із Великої Британії. Працював іноземним кореспондентом у ВВС, головним редактором газети «The Daily Telegraph» і редактором газети «Evening Standard». Автор численних популярних книг з історії. Член Королівського літературного товариства (FRSL, англ. Fellows of the Royal Society of Literature) і член Королівського історичного товариства (FRHistS, англ. Fellows of the Royal Historical Society).

## Життєпис
Майбутній письменник народився 28 грудня 1945 року в Лондоні. Батько — Макдональд Гейстінґс (1909—1982), журналіст і військовий кореспондент; мати — Анна Скотт-Джеймс, редакторка журналу «Harper's Bazaar».
Макс Гейстінґс закінчив школу Чартергауса. Вступив до Університетського коледжу в Оксфорді, але через рік покинув навчання. Макс Гейстінґс поїхав до США, де продовжив навчання в Міжнародному інституті преси (англ. The World Press Institute) за програмою для іноземних студентів (1967—1968). Перший твір «Америка, 1968: жаркий період» (англ. America, 1968: The Fire This Time) про події на виборах у США був надрукований 1968 року.
Згодом, Макс Гейстінґс, працював іноземним кореспондентом. Він побував у більш ніж шістдесятьох країнах, висвітлював одинадцять воєнних конфліктів для телеканалу ВВС у програмі «Двадцять чотири години» (англ. 24 Hours) і для лондонської газети «Вечірній стандарт».
Макс Гейстінґс — перший журналіст, який прибув до Порт-Стенлі під час Фолклендської війни 1982 року.
Від 1986 року десять років працював редактором, а згодом і головним редактором газети «Дейлі телеграм». Від 1996 року й до пенсії (2002 рік) був редактором «Вечірнього стандарту».
2002—2007 рр. — керівник Кампанії із захисту сільської місцевості (англ. Campaign to Protect Rural England) у Великій Британії.
Макс Гейстінґс друкується у виданнях «Дейлі мейл», «The Guardian», «Санді таймс» і «The New York Review of Books».

## Особисте життя
Макс Гейстінґс мешкає біля містечка Гюнґерфорд графства Беркшир разом із другою дружиною Пенелопою (уроджена Левінсон), з якою одружився 1999 року. Перша дружина — Патрісія Едмондсон, з якою письменник був одружений з 1972 року до 1994 року. 2000 року (27 років) його перший син Чарльз загинув у Нінбо (Китай). Макс Гейстінґс присвятив йому свій твір «Немезида: битва за Японію, 1944–45».

## Політичні погляди
Макс Гейстінґс прихильник Консервативної партії та Лейбористської партії. На парламентських виборах у Великій Британії 2010 року він оголосив про підтримку Консервативної партії, а на виборах 1997 й 2001 віддав свій голос лейбористам. Він заявив, що «чотири терміни — це занадто довго для будь-якого уряду» і описав Гордона Брауна як «психологічно непридатним, щоб бути прем'єр-міністром».
У серпні 2014 року Гейстінґс був серед 200 громадських діячів, які виступали проти незалежності Шотландії напередодні вересневого референдуму.
У червні 2019 року Макс Гейстінґс охарактеризував кандидата на посаду голови Консервативної партії Бориса Джонсона як «непридатного для посади, оскільки, схоже, він дбає лише про власну славу й задоволення … [його] прем'єрство майже напевно виявить зневагу до правил, порядку та стабільності… Якщо ціною Джонсона буде Корбін, провина ляже на партію консерваторів, які збираються пожартувати над британським народом, а він (народ) довго не вважатиме це смішним».

## Відзнаки й нагороди
- 2002 — за вагомий внесок у журналістику та з нагоди дня народження Макс Гейстінґс отримав звання лицар-бакалавр.
- 1993 — обраний членом політичного обіднього товариства «Dining club», відомого як «The Other Club»[9].
- 1980 — переможець «Премії Сомерсета Моема» за книгу «Бомбардувальне командування» (англ. Bomber Command) з історії про одне з командувань Королівських Повітряних сил Великої Британії, що існувало з 1936 по 1968 роки у складі Збройних сил Об'єднаного Королівства й разом з американськими ПС армії США зіграло ключову роль у стратегічних бомбардуваннях нацистської Німеччини в роки Другої світової війни.
- 1982 — визнаний найкращим журналістом року й репортером року серед британських видань.
- 1984 — переможець конкурсу від газети «The Yorkshire Post» за найкращі книги року «Оверлорд», і «Битва за Фолкленди».
- 1988 — визнаний найкращим редактором року в британській пресі.
- 2012 — нагороджений медаллю герцога Вестмінського за найкращі досягнення у військовій літературу від Королівського Об'єднання інституту оборонних досліджень за твір «І розверзлося пекло… Світ у війні 1939—1945»[3].
- 2012 — відзначений літературною премією «Прітцкер» за найкращу військову книгу й отримав нагороду в розмірі 100 000 доларів США[10].

## Критика
За книгу «Немезида: битва за Японію, 1944–45», а саме розділ про роль Австралії в Тихоокеанської війни, отримав критику від керівника організації з підтримки військових «The Returned and Services League, Australia (RSL)» і від історика з Австралійського військового меморіалу через перебільшення невдоволених австралійською армією. Письменник Дейн ван дер Вейт у газеті «Гардіан» назвав твір «послідовним», «освіжаючим», «чутливим» і високо оцінив мову видання. Британське щотижневе видання «The Spectator» оголосило книгу «блискучою».

### Книги
- Америка, 1968: гарячий період / America, 1968: The Fire This Time (видавництво «Gollancz», 1969), ISBN 0-575-00234-4
- Ольстер 1969: боротьба за громадянські права в Північній Ірландії / Ulster 1969: The Fight for Civil Rights in Northern Ireland (видавництво «Gollancz», 1970), ISBN 0-575-00482-7
- Монтроз: переможець королівства / Montrose: The King's Champion (видавництво «Gollancz», 1977), ISBN 0-575-02226-4
- Бомбардувальне командування / Bomber Command (видавництво «Michael Joseph», 1979), ISBN 0-7181-1603-8
- Битва за Британію / Battle of Britain (за дослідженнями Лена Дейґхтона, видавництво «Jonathan Cape», 1980), ISBN 0-224-01826-4
- Йоні — герой Ентеббе: життя Йонатана Нетаньягу / Yoni — Hero of Entebbe: Life of Yonathan Netanyahu (видавництво «Weidenfeld & Nicolson», 1980), ISBN 0-297-77565-0
- Дас Райх: оборона і марш 2-ї танкової дивізії СС на шляху до Франції, червень 1944 / Das Reich: Resistance and the March of the Second SS Panzer Division Through France, June 1944 (видавництво «Michael Joseph», 1981), ISBN 0-7181-2074-4
- Дас Рейх: марш 2-ї танкової дивізії СС через Францію / Das Reich: March of the Second SS Panzer Division Through France (видавництво «Henry Holt & Co», 1982), ISBN 0-03-057059-X
- Битва за Фолкленди / The Battle for the Falklands (спільно з Сімоном Дженкінсом, видавництво «W W Norton», 1983), ISBN 0-393-01761-3, ISBN 0-7181-2228-3
- Оверлорд: день Д чи битва за Нормандію / Overlord: D-Day and the Battle for Normandy (видавництво «Simon & Schuster», 1984), ISBN 0-671-46029-3
- Оксфордська книга військових анекдотів / The Oxford Book of Military Anecdotes (видавництво «Oxford University Press», 1985), ISBN 0-19-214107-4
- Перемога в Європі / Victory in Europe (видавництво «Weidenfeld & Nicolson», 1985), ISBN 0-297-78650-4
- Корейська війна / The Korean War (видавництво «Michael Joseph», 1987), ISBN 0-7181-2068-X; (видавництво «Simon & Schuster», 1987), ISBN 0-671-52823-8
- Дні за межами / Outside Days (видавництво «Michael Joseph», 1989), ISBN 0-7181-3330-7
- Перемога в Європі / Victory in Europe: D-Day to V-E Day (видавництво «Little Brown & C», 1992), ISBN 0-316-81334-6
- Розстріляні кадри / Scattered Shots (видавництво «Macmillan», 1999), ISBN 0-333-77103-6
- Шлях до війни / Going to the Wars (видавництво «Macmillan», 2000), ISBN 0-333-77104-4
- Редактор: спогад / Editor: A Memoir (видавництво «Macmillan», 2002), ISBN 0-333-90837-6
- Армагеддон: битва за Німеччину 1944–45 / Armageddon: The Battle for Germany 1944–45 (видавництво «Macmillan», 2004), ISBN 0-333-90836-8
  - Видання російською мовою: «Армагеддон: битва за Германию, 1944—1945», ISBN 0-333-90836-8
- Воїни: унікальні історії з поля бою / Warriors: Exceptional Tales from the Battlefield (видавництво «HarperPress», Велика Британія, 2005), ISBN 978-0-00-719756-9
- Сільський ярмарок / Country Fair (видавництво «HarperCollins», October 2005), ISBN 0-00-719886-8
- Немезида: битва за Японію, 1944–45 / Nemesis: The Battle for Japan, 1944–45 (видавництво «HarperPress», Велика Британія, October 2007), ISBN 0-00-721982-2, ISBN 978-0-307-26351-3
- Найкращі роки: Черчилль як воєначальник, 1940–45 / Finest Years: Churchill as Warlord, 1940–45 (видавництво «HarperPress», Лондон, 2009), ISBN 978-0-00-726367-7, ISBN 978-0-307-26839-6
- Ви справді знімали телебачення?: сімейна розповідь / Did You Really Shoot the Television?: A Family Fable (видавництво «HarperPress», Лондон, 2010), ISBN 978-0-00-727171-9
- Світ у війні, 1939—1945 / All Hell Let Loose: The World At War, 1939—1945 (видавництво «HarperPress», Лондон, 29 вересня 2011), ISBN 978-0-00-733809-2, ISBN 978-0-307-27359-8
  - Видання російською мовою: Макс Хейстингс. Вторая мировая война: Ад на земле. — М.: Альпина нон-фикшн, 2015. — 698 с. — ISBN 978-5916713527.
  - Видання українською мовою: «І розверзлося пекло… Світ у війні 1939—1945». Переклад Романа Клочка. Видавництво «Клуб сімейного дозвілля», Харків, 2020. ISBN 978-617-12-4962-2
- Катастрофа 1914: Європа крокує до війни / Catastrophe 1914: Europe Goes to War (видавництво «Knopf Press», Лондон, 24 вересня 2013), ISBN 978-0307597052
  - Видання російською мовою: Макс Хейстингс. Первая мировая война: Катастрофа 1914 года — М.: Альпина нон-фикшн, 2015. — 604 с. — ISBN 978-5-91671-391-6
- Таємниці війни: шпигуни, кодекси та партизани, 1939—45 / The Secret War: Spies, Codes And Guerrillas, 1939–45 (видавництво «William Collins», Лондон, 2015), ISBN 9780007503742
- В′єтнам: епічна трагедія 1945—1975 / Vietnam: An Epic Tragedy 1945—1975 (видавництво «William Collins», 2018)[14]

### Статті
- Оборонна політика Торі буде простою: знищення, нещадна / The Tory defence policy will be simple: cut, brutally [Архівовано 16 травня 2018 у Wayback Machine.] , 2010

## Фільмографія
- Wellington Bomber — документальний фільм BBC про британський двомоторний середній бомбардувальник Віккерс Веллінгтон, що перебував на озброєнні Королівських ПС Великої Британії та інших країн союзників за часів Другої світової війни (2010)[15].

## Відеоігри
- Overlord — комп′ютерна гра за мотивом твору «Overlord: D-Day and the Battle for Normandy»